# 広島東洋カープの選手一覧
- 広島東洋カープ > 広島東洋カープの選手一覧
- 日本のプロ野球選手一覧 > 広島東洋カープの選手一覧

広島東洋カープの選手一覧（ひろしまとうようカープのせんしゅいちらん）は、広島東洋カープに所属している選手・監督・コーチ、およびかつて所属していた選手の一覧である。

## 首脳陣

### 一軍
| 背番号 | 名前     | 役職                 |
| ------ | -------- | -------------------- |
| 25     | 新井貴浩 | 監督                 |
| 77     | 藤井彰人 | ヘッドコーチ         |
| 83     | 朝山東洋 | 打撃コーチ           |
| 89     | 小窪哲也 | 打撃コーチ           |
| 80     | 赤松真人 | 外野守備・走塁コーチ |
| 90     | 三好匠   | 内野守備・走塁コーチ |
| 86     | 菊地原毅 | 投手コーチ           |
| 74     | 永川勝浩 | 投手コーチ           |
| 81     | 石原慶幸 | バッテリーコーチ     |

### 二軍
| 背番号 | 名前     | 役職                     |
| ------ | -------- | ------------------------ |
| 71     | 高信二   | 監督                     |
| 85     | 福地寿樹 | ヘッド兼打撃・走塁コーチ |
| 84     | 新井良太 | 打撃コーチ               |
| 75     | 廣瀬純   | 外野守備・走塁コーチ     |
| 72     | 東出輝裕 | 内野守備・走塁コーチ     |
| 87     | 高橋建   | 投手コーチ               |
| 82     | 横山竜士 | 投手コーチ               |
| 76     | 倉義和   | バッテリーコーチ         |

### 三軍
| 背番号 | 名前     | 役職                       |
| ------ | -------- | -------------------------- |
| 78     | 畝龍実   | 統括兼大野寮長             |
| 91     | 迎祐一郎 | 野手総合コーチ兼アナリスト |
| 73     | 小林幹英 | 投手コーチ・育成強化担当   |
| 92     | 野村祐輔 | 投手コーチ兼アナリスト     |

## 所属選手

### 投手
| 背番号 | 選手名               | 投 | 打 | 備考                            |
| ------ | -------------------- | -- | -- | ------------------------------- |
| 12     | 大道温貴             | 右 | 右 |                                 |
| 13     | 森浦大輔             | 左 | 左 |                                 |
| 14     | 大瀬良大地           | 右 | 右 |                                 |
| 16     | 森翔平               | 左 | 左 |                                 |
| 17     | 常廣羽也斗           | 右 | 右 |                                 |
| 18     | 森下暢仁             | 右 | 右 |                                 |
| 19     | 床田寛樹             | 左 | 左 | 28から背番号変更                |
| 20     | 栗林良吏             | 右 | 右 |                                 |
| 21     | 中﨑翔太             | 右 | 右 |                                 |
| 22     | 髙太一               | 左 | 左 |                                 |
| 24     | 黒原拓未             | 左 | 左 |                                 |
| 26     | 益田武尚             | 右 | 右 |                                 |
| 28     | 佐藤柳之介           | 左 | 左 | 2024年ドラフト2位               |
| 29     | ケムナ誠             | 右 | 右 |                                 |
| 30     | 滝田一希             | 左 | 左 |                                 |
| 34     | 高橋昂也             | 左 | 左 |                                 |
| 35     | 赤塚健利             | 右 | 右 |                                 |
| 36     | 塹江敦哉             | 左 | 左 |                                 |
| 39     | 長谷部銀次           | 左 | 左 |                                 |
| 41     | 鈴木健矢             | 右 | 左 | 日本ハムから現役ドラフトで移籍  |
| 42     | ジョハン・ドミンゲス | 右 | 右 | 新外国人                        |
| 43     | 島内颯太郎           | 右 | 右 |                                 |
| 45     | 松本竜也             | 右 | 右 |                                 |
| 46     | 河野佳               | 右 | 右 |                                 |
| 47     | 斉藤優汰             | 右 | 左 |                                 |
| 48     | アドゥワ誠           | 右 | 右 |                                 |
| 53     | 岡本駿               | 右 | 左 | 2024年ドラフト3位               |
| 65     | 玉村昇悟             | 左 | 左 |                                 |
| 66     | 遠藤淳志             | 右 | 右 |                                 |
| 67     | 菊地ハルン           | 右 | 右 | 2024年ドラフト5位               |
| 68     | テイラー・ハーン     | 左 | 左 |                                 |
| 70     | 日髙暖己             | 右 | 左 |                                 |
| 98     | 辻大雅               | 左 | 左 | 育成選手からの支配下登録        |
| 120    | 杉田健               | 右 | 右 | 育成選手                        |
| 123    | 小船翼               | 右 | 右 | 育成選手・2024年育成ドラフト1位 |
| 126    | 竹下海斗             | 左 | 左 | 育成選手・2024年育成ドラフト2位 |
| 128    | 杉原望来             | 左 | 左 | 育成選手                        |
| 129    | 小林樹斗             | 右 | 右 | 育成選手・53から背番号変更      |

### 捕手
| 背番号 | 選手名   | 投 | 打 | 備考                            |
| ------ | -------- | -- | -- | ------------------------------- |
| 27     | 會澤翼   | 右 | 右 |                                 |
| 31     | 坂倉将吾 | 右 | 左 |                                 |
| 32     | 石原貴規 | 右 | 右 |                                 |
| 40     | 磯村嘉孝 | 右 | 右 |                                 |
| 57     | 持丸泰輝 | 右 | 左 |                                 |
| 62     | 清水叶人 | 右 | 左 |                                 |
| 64     | 髙木翔斗 | 右 | 右 |                                 |
| 122    | 安竹俊喜 | 右 | 右 | 育成選手・2024年育成ドラフト3位 |

### 内野手
| 背番号 | 選手名               | 投 | 打 | 備考                             |
| ------ | -------------------- | -- | -- | -------------------------------- |
| 00     | 羽月隆太郎           | 右 | 左 | 69から背番号変更                 |
| 0      | 上本崇司             | 右 | 右 |                                  |
| 2      | 田中広輔             | 右 | 左 |                                  |
| 4      | 矢野雅哉             | 右 | 左 | 61から背番号変更                 |
| 5      | 小園海斗             | 右 | 左 | 51から背番号変更                 |
| 7      | 堂林翔太             | 右 | 右 | 選手会長                         |
| 10     | 佐々木泰             | 右 | 右 | 2024年ドラフト1位                |
| 33     | 菊池涼介             | 右 | 右 |                                  |
| 44     | 林晃汰               | 右 | 左 |                                  |
| 49     | 渡邉悠斗             | 右 | 右 | 2024年ドラフト4位                |
| 54     | 韮澤雄也             | 右 | 左 |                                  |
| 58     | 仲田侑仁             | 右 | 右 |                                  |
| 63     | 内田湘大             | 右 | 右 |                                  |
| 69     | 山足達也             | 右 | 右 | オリックスから現役ドラフトで移籍 |
| 93     | 前川誠太             | 右 | 右 | 育成選手からの支配下登録         |
| 94     | 佐藤啓介             | 右 | 左 |                                  |
| 95     | エレフリス・モンテロ | 右 | 右 | 新外国人                         |
| 99     | 二俣翔一             | 右 | 右 |                                  |
| 130    | モイセス・ラミレス   | 右 | 右 | 育成選手                         |

### 外野手
| 背番号 | 選手名               | 投 | 打 | 備考     |
| ------ | -------------------- | -- | -- | -------- |
| 9      | 秋山翔吾             | 右 | 左 |          |
| 37     | 野間峻祥             | 右 | 左 |          |
| 38     | 宇草孔基             | 右 | 左 |          |
| 50     | 中村健人             | 右 | 右 |          |
| 52     | 末包昇大             | 右 | 右 |          |
| 55     | 松山竜平             | 右 | 左 |          |
| 56     | 久保修               | 右 | 右 |          |
| 59     | 大盛穂               | 右 | 左 |          |
| 60     | 田村俊介             | 左 | 左 |          |
| 61     | サンドロ・ファビアン | 右 | 右 | 新外国人 |
| 96     | 中村奨成             | 右 | 右 |          |
| 97     | 中村貴浩             | 右 | 左 |          |
| 121    | 名原典彦             | 右 | 右 | 育成選手 |
| 131    | ネルソン・ロベルト   | 右 | 右 | 育成選手 |

## 退団・移籍した選手
広島カープ時代も含む。名前は選手として在籍した最終年の登録名を基準とする。
☆印はカープアカデミー出身者。

### あ行
あ
- 相澤寿聡（2006 - 2012）
- ティム・アイルランド（1983 - 1984）
- 青木勝男（1965 - 1971）
- 青木孝夫（1959 - 1960）
- 青木高広（2007 - 2013途）
- 青木智史（1998 - 2000）
- 青木勇人（2006途 - 2010）
- 青木陸（2016 - 2018）
- 赤井勝利（1957 - 1959）
- 赤松真人（2008 - 2019）
- 秋村謙宏（1990 - 1995）
- 秋本祐作（1968途 - 1971）
- 秋山正信（1950）
- 浅井樹（1990 - 2006）
- 朝井茂治（1968 - 1970）
- 朝山東洋（1995 - 2004）
- 芦沢公一（1988 - 1992）
- 東瀬耕太郎（1997 - 1998）
- 足立亘（1986 - 1993）
- 阿南準郎（1956 - 1967）
- 安仁屋宗八（1964 - 1974・1980 - 1981）
- 阿部慶二（1984 - 1988）
- 安部友裕（2008 - 2022）
- 天野浩一（2002 - 2006）
- 天本光（1963 - 1964）
- 天谷宗一郎（2002 - 2018）
- 新井貴浩（1999 - 2007・2015 - 2018）
- 有田哲三（1969 - 1973）
- アレックス（2007途 - 2008）
- ロッド・アレン（1989 - 1991）
- ドリュー・アンダーソン（2022 - 2023）
- 安東功（1963 - 1965）

い
- 井洋雄（1959 - 1961）
- 井石広一（1956 - 1958）
- 井石礼司（1972 - 1973）
- 飯田哲矢（2015 - 2019）
- 飯田宏行（2006 - 2007）
- 飯塚佳寛（1973 - 1973途）※1972年オフに大洋ホエールズからトレード移籍するも、翌1973年開幕直前にロッテオリオンズへトレード移籍。
- 飯浜孫美（1950）
- 飯盛節一（1953）
- 井生崇光（1999 - 2012）
- 池谷公二郎（1974 - 1985）
- 池田郁夫（1993 - 1998）
- 池田英俊（1962 - 1969）
- 池ノ内亮介（2011 - 2015）
- 石井和行（1980 - 1984）
- 石井高雄（1971 - 1973）
- 石井琢朗（2009 - 2012）
- 石川清逸（1950 - 1951）
- 石川政雄（1969 - 1977）
- 石川喜理（1954 - 1956）
- 石黒忠（1951 - 1952）
- 石貫宏臣（1988 - 1995途）
- 石橋尚登（2001 - 2005）
- 石橋文雄（1985 - 1994）
- 石原慶幸（2002 - 2020）
- 石淵国博（1974 - 1976）
- 石本龍臣（1984 - 1985）
- 磯田憲一（1950 - 1957）
- 一岡竜司（2014 - 2023）
- 市田夏生（1950 - 1951）
- 伊東昂大（2010 - 2013）
- 伊藤寿文（1984 - 1988）
- 伊藤博之（1983 - 1984）
- 伊藤真（1992 - 1995）
- 伊藤嘉彦（1979 - 1980）
- 稲尾義文（1961 - 1964）
- 稲生高善（1976 - 1978）
- 井上修（1965 - 1969）
- 井上紘一（1995 - 1999）
- 井上浩司（1993 - 1997・1999）
- 井上卓也（1980 - 1984）
- 井上弘昭（1968 - 1972）
- 井上祐二（1994途 - 1996）
- 井上善夫（1969 - 1971）
- 井上嘉弘（1951）
- 今井啓介（2006 - 2017）
- 今井譲二（1979 - 1989）
- 今津光男（1965 - 1973）
- 今村猛（2010 - 2021）
- 伊与田一範（1996 - 2001）
- 入江道生（1974 - 1976）
- 入来智（1996途 - 終了）
- 岩井活水（1953）
- 岩崎智史（1998 - 2000）
- 岩崎良夫（1968 - 1970）
- 岩見優輝（2011 - 2015）
- 岩本章（1950 - 1953）
- 岩本貴裕（2009 - 2019）

う
- 上田利治（1959 - 1961）
- 植田幸弘（1983 - 1993）
- 上田好剛（1994 - 1997）
- 上野弘文（2007 - 2014）
- 上野義秋（1952）
- 上野山猛士（1962 - 1963）
- 上原晃（1997）
- 上村和裕（2005 - 2014）
- 植村秀明（1968 - 1971）
- 上本孝一（1982 - 1984）
- 鵜飼克雄（1977）
- 鵜狩道夫（1958 - 1967）
- 内田順三（1977 - 1982）
- 内田照文（1972 - 1977）
- 内間拓馬（2024）
- 畝章真（2020 - 2021）
- 畝龍実（1989 - 1992）
- 宇野雅美（1999途 - 終了）
- 梅田正巳（1950）
- 梅津智弘（2005 - 2014）
- 梅原伸亮（2006 - 2007）
- 漆畑勝久（1962 - 1969）
- サルバトーレ・ウルソー（2000）

え
- 恵川康太郎（1955 - 1958）
- 江草仁貴（2012途 - 2017）
- 江藤智（1989 - 1999）
- 衛藤雅登（1974 - 1976）
- 江夏豊（1978 - 1980）
- 榎本直樹（1977 - 1978）
- 江原清治（1977 - 1978）
- ブラッド・エルドレッド（2012途 - 2018）
- 遠藤竜志（1998 - 2002）

お
- 及川美喜男（1982 - 1986）
- 大石清（1959 - 1966）
- 大石昌義（1992 - 1993）
- 大石弥太郎（1967 - 1974）
- 大久保美智男（1979 - 1985）
- 大沢伸夫（1952 - 1954）
- 大下剛史（1975 - 1978）
- 大島崇行（2002 - 2014）
- 大須賀允（2007 - 2008）
- 太田龍生（1983 - 1988）
- 太田直幸（1950）
- 大竹寛（2002 - 2013）
- 大塚賢一（1992）
- 大西馨（1957 - 1958）
- 大野豊（1977 - 1998）
- 大羽進（1959 - 1971）
- 大原徹也（1982途 - 1983）
- 大和田明（1958 - 1967）
- 岡義朗（1972 - 1980途）
- 岡上和典（2001 - 2007）
- 岡田明丈（2016 - 2024）
- 緒方孝市（1987 - 2009）
- 岡田忠弘（1963）
- 尾形佳紀（2004 - 2009）
- 岡林飛翔（2018 - 2019）
- 岡村孝雄（1950）
- 小川邦和（1981 - 1983）
- 小川達明（1977 - 1989）
- 小川弘文（1964 - 1970）
- 興津立雄（1959 - 1971）
- 荻本伊三武（1950）
- 奥昌男（1984 - 1988）
- 長内孝（1976 - 1991）
- オスカル（2016 - 2018）
- 音重鎮（1991 - 1995）
- 小野一也（1987 - 1990）
- 小野幸一（1991 - 1994）
- 小野淳平（2013途 - 2017）
- 小野拓（1956）
- 小畑幸司（1992 - 2001）
- 小原修（1950）
- 小俣進（1973 - 1975）
- 小山田保裕（1999 - 2007）

### か行
か
- アート・ガードナー（1981 - 1982）
- 甲斐雅人（2002 - 2008）
- 加川敏治（1974 - 1976）
- 加古安宏（1958 - 1960）
- 栫政彦（1987）
- 笠松実（1950 - 1952）
- 梶原寿美生（1954 - 1955）
- 片岡一美（1968）
- 片岡光宏（1980 - 1988）
- 片瀬清利（1988 - 1996）
- 片田謙二（1955 - 1957）
- 片平哲也（1989 - 1992）
- 片山博（1953 - 1955）
- 加藤伸一（1996 - 1998）
- 加藤哲郎（1994）
- 加藤英司（1983）
- 門田純良（1977 - 1979）
- 門田良三（1955 - 1957）
- 門谷昭（1965）
- 金山次郎（1953 - 1957）
- 金石昭人（1979 - 1991）
- 金城基泰（1971 - 1976）
- 金田留広（1979 - 1982）
- 金丸将也（2011 - 2013）
- 金本知憲（1992 - 2002）
- 鎌田豊（1966 - 1970）
- 上垣内誠（1970 - 1974）
- 上土井勝利（1957 - 1958）
- エスマイリン・カリダ（2007途 - 終了）☆
- 河井昭司（1968 - 1972）
- 川内雄富（1966 - 1968途）
- 河内貴哉（2000 - 2015）
- 川口和久（1981 - 1994）
- 川口盛外（2010 - 2012）
- 川越亀二（1957 - 1959）
- 川島堅（1988 - 1994）
- 河田雄祐（1986 - 1995）
- 川中圭三（1978 - 1979）
- 河野昌人（1997 - 2003）
- 川畑和人（1973 - 1976）
- 川端順（1984 - 1992）
- 川原政数（1955 - 1965）
- 河村英文（1960 - 1963）
- 川本徳三（1952 - 1958）
- 神垣雅詔（1959 - 1963）
- 神崎安隆（1954）
- 管田薫（1954 - 1956）
- クリストファー・カンバーランド（2000 - 2000途）
- レオネル・カンポス（2018）

き
- 菊地武和（1957 - 1958）
- 菊池敏郎（1978 - 1979）
- 菊地博仁（1953）
- 菊池保則（2019 - 2022）
- 菊地原毅（1993 - 2004・2011 - 2013）
- 岸本秀樹（2008 - 2013）
- 喜田剛（2007途 - 2010途）
- 北崎純一（1986 - 1987）
- 北林久（1979）
- 北原喜久男（1988 - 1991）
- 北別府学（1976 - 1994）
- 紀藤真琴（1984 - 2000）
- 衣笠祥雄（1965 - 1987）
- 木下強三（1955 - 1965）
- 木下富雄（1974 - 1987）
- 木下元秀（2020 - 2023）
- 木原彰彦（1982 - 1985）
- 木原義隆（1970 - 1974）
- 木村一喜（2000 - 2007）
- 木村国勇（1956 - 1958）
- 木村聡司（2015 - 2019）
- 木村俊一（1953 - 1957）
- 木村昇吾（2008 - 2015）
- 木村拓也（1995 - 2006途）
- 木村勉（1953）
- 木本茂美（1973 - 1982）
- 木山英求（1973 - 1982）
- エイドリアン・ギャレット（1977 - 1979）
- 清川栄治（1984 - 1991途・1998）
- キラ・カアイフエ（2013途 - 2014）
- 金城宰之左（2005 - 2008）
- 金城鉄治（1983 - 1986）

く
- 草深正広（1985 - 1990）
- アントニオ・グスマン（1997 - 1998）☆
- ヘスス・グスマン（2015）
- 国木剛太（2002 - 2005）
- 国貞泰汎（1970 - 1974）
- 久保祥次（1962 - 1972）
- 久保俊巳（1970 - 1976）
- 窪田幸則（1954）
- 熊澤秀浩（1985 - 1990）
- 倉義和（1998 - 2016）
- 九里亜蓮（2014 - 2024）
- 栗田聡（1987 - 1990）
- 栗原健太（2000 - 2015）
- 黒川浩（1950）
- 黒木宗行（1950）
- 黒田博樹（1997 - 2007・2015 - 2016）
- ケビン・クロン（2021）
- 桒原樹（2015 - 2021）

け
- アレファンドロ・ケサダ（1998）☆
- ウィルフィレーセル・ゲレロ（2010 - 2011）☆
- 劔持節雄（1972 - 1978）

こ
- 高信二（1986 - 1998）
- 河野誠之（1956 - 1957）
- 小窪哲也（2008 - 2020）
- 小坂佳隆（1958 - 1965）
- 小島心二郎（2005 - 2010）
- ベン・コズロースキー（2008 - 2009）
- 小谷信雄（1955 - 1957）
- 児玉好弘（1975）
- 小塚弘司（1953）
- 小鶴誠（1953 - 1958）
- 小西正夫（1953）
- 古葉竹識（1958 - 1969）
- 小早川幸二（1993 - 1998）
- 小早川毅彦（1984 - 1996）
- 小林敦司（1991 - 2000）
- 小林一史（1977 - 1981）
- 小林幹英（1998 - 2005）
- 小林誠二（1976 - 1980・1984 - 1988）
- 小林英樹（1953 - 1954）
- 小林正之（1970 - 1975）
- 小前博文（1950）
- 小松剛（2009 - 2013）
- ロベルト・コルニエル（2020 - 2024）☆
- 紺田周三（1950 - 1952）
- トニー・ゴンザレス（1972）
- 近藤芳久（1989 - 1996）

### さ行
さ
- 雑賀幸男（1964 - 1968）
- 斎藤達雄（1960 - 1962）
- 斉藤浩行（1982 - 1988）
- 斎藤宗美（1951 - 1952）
- 齊藤悠葵（2006 - 2014）
- 佐伯和司（1971 - 1976・1981 - 1982）
- マイク・ザガースキー（2015）
- 酒井大輔（1999 - 2004）
- 坂井豊司（1950）
- 栄屋悦男（1956）
- 榊原聡一郎（1981 - 1990途・1991）
- 榊原盛毅（1952 - 1956）
- 阪田清春（1950 - 1951）
- 坂田怜（2022 - 2024）
- 坂平竜男（1957 - 1958）
- 佐川守一（1958）
- 桜井忠之（1963）
- 迫丸金次郎（1982 - 1983）
- 佐々岡真司（1990 - 2007）
- 佐々木勝利（1963 - 1969）
- 佐々木健（2018 - 2021）
- 佐々木伸（1978 - 1980）
- 佐々木有三（1959 - 1965）
- 定岡徹久（1983 - 1988途）
- 佐竹健太（2000 - 2008途）
- 佐藤邦弘（1957 - 1960）
- 佐藤玖光（1974）
- 佐藤貞治（1992 - 1996）
- 佐藤祥万（2015 - 2018）
- 佐藤剛（1993 - 1996）
- 佐藤剛士（2005 - 2010）
- 佐藤英雄（1961 - 1962）
- 佐藤裕幸（1989 - 1996途・2000 - 2001）
- 佐藤康幸（2001）
- 佐野真樹夫（1966 - 1969）
- 佐野嘉幸（1975途 - 1979）
- デニス・サファテ（2011 - 2012）
- 鞘師智也（2003 - 2010）
- 澤﨑俊和（1997 - 2005）
- 沢野肇（1963 - 1964）
- 沢幡誠士（1978 - 1982）
- マリオ・サンギルベルト（1992）☆
- フアン・サンタナ（2019途 - 終了）☆

し
- ネイト・シアーホルツ（2015途 - 終了）
- アンディー・シーツ（2003 - 2004）
- スコット・シーボル（2008 - 2009）
- シェーン（1975 - 1976）
- ジオ・アルバラード（2010 - 2011）
- 重光芳次（1957 - 1960）
- 品田寛介（1994 - 1996）
- 篠田純平（2008 - 2015）
- 柴田猛（1976 - 1978）
- 渋谷通（1970 - 1974）
- 嶋重宣（1995 - 2011途）
- 島崎毅（2001）
- 島原幸雄（1963）
- 島村雄二（1970 - 1972）
- 下地勝治（1978 - 1980）
- 下水流昂（2013 - 2019途）
- 下村栄二（1966 - 1969）
- ジェイク・シャイナー（2024 - 2024途）
- ジェイ・ジャクソン（2016 - 2018）
- エリック・シュールストロム（2001 - 2002）
- マイク・シュルツ（2008 - 2011）
- 正垣宏倫（1977 - 1980）
- 庄司隼人（2010 - 2019）
- 正隨優弥（2019 - 2022）
- 正田耕三（1985 - 1998）
- 城野勝博（1963 - 1969）
- クリス・ジョンソン（2015 - 2020）
- ランディ・ジョンソン（1987 - 1988途）
- 白井康勝（1997）
- 白石勝巳（1950 - 1956）
- 白石静生（1966 - 1974）
- 白武佳久（1983 - 1989・1996）
- 白濱裕太（2004 - 2022）
- 申成鉉（2009 - 2013）
- 新家颯（2022 - 2024）

す
- 末永真史（2000 - 2012）
- 杉斉英（1971）
- 杉浦竜太郎（1951 - 1954）
- 杉田勇（1992 - 1995）
- 杉田久雄（1980途 - 1981）
- 杉本喜久雄（1961 - 1962）
- 杉本正志（1985 - 1989）
- テイラー・スコット（2020 - 2021）
- 鈴衛佑規（1996 - 2006）
- 鈴木宇成（1961 - 1965）
- 鈴木銀之助（1950）
- 鈴木健（1993 - 1996）
- 鈴木誠也（2013 - 2021）
- 鈴木哲（1994 - 1995）
- 鈴木寛人（2020 - 2021）
- 鈴木将光（2006 - 2015）
- ロブ・スタニファー（2002）
- エリック・スタルツ（2010途 - 終了）
- 角南効永（1950）
- 須山成二（1967 - 1972）

せ
- 関根勇（1964 - 1965）
- 瀬戸和則（1974 - 1976）
- 瀬戸輝信（1991 - 2004）
- 銭村健三（1953）
- 銭村健四（1953 - 1956）

そ
- ミゲル・ソコロビッチ（2013）
- 外木場義郎（1965 - 1979）
- 曽根海成（2018途 - 2024）
- 苑田聡彦（1964 - 1977）
- 梵英心（2006 - 2017）
- アルフォンソ・ソリアーノ（1996 - 1997）☆
- ディオーニ・ソリアーノ（2009 - 2011）☆

### た行
た
- ニック・ターリー（2022 - 2023）
- 高岡重樹（1962 - 1969）
- 高木茂（1950 - 1951）
- 高木真一（1978 - 1981）
- 高木宣宏（1982 - 1990）
- 高沢秀昭（1990 - 1991途）
- 高代延博（1989）
- 高月敏文（1976 - 1981）
- 高橋顕法（1993 - 1995）
- 高橋朗浩（1988 - 1989）
- 高橋建（1995 - 2008・2010）
- 高橋里志（1974 - 1980）
- 高橋千年美（1953 - 1957）
- 高橋俊春（1982 - 1983）
- 高橋直樹（1981 - 1982途）
- 高橋英樹（1991 - 1999）
- 髙橋大樹（2013 - 2021）
- 高橋樹也（2016 - 2022）
- 高橋保隆（1960 - 1961）
- 高橋慶彦（1975 - 1989）
- 高山郁夫（1991 - 1994）
- 高山健一（1996 - 1998）
- 滝口光則（1980 - 1988）
- 滝浪隆雄（1970 - 1971）
- 滝村修平（1959 - 1963）
- 武内久士（2010 - 2015）
- 竹下元章（1956 - 1961）
- 武智修（1950 - 1952）
- 竹中昭（1970 - 1973）
- 竹野吉郎（1966 - 1971）
- 竹村元雄（1950）
- ショーン・ダグラス（2006 - 2007）
- 田代尚幸（1991 - 1992）
- 多田大輔（2015 - 2017）
- 多田勉（1968 - 1969）
- 多田昌弘（1993 - 1994）
- 達川光男（1978 - 1992）
- 田所重歳（1950 - 1951）
- 田中昭夫（1954）
- 田中彰（2008途 - 2010）
- 田中和博（1983 - 1987）
- 田中健二（1983 - 1986）
- 田中尊（1957 - 1972）
- 田中成豪（1950）
- 田中法彦（2019 - 2022）
- 田中敬人（2005 - 2007）
- 田中由基（1994 - 2003）
- 田辺繁文（1978 - 1983）
- 谷下和人（1986 - 1990）
- 谷村豊明（1950）
- ジョアン・タバーレス（2018途 - 終了）☆
- 玉木重雄（1996 - 2004）
- 玉木朋孝（1994 - 2000）
- 玉山健太（2001 - 2006）
- 田村彰啓（2001 - 2005）
- 田村恵（1995 - 2002）
- 田村政男（1962 - 1964）
- 田村純樹（1961 - 1963）

ち
- ロビンソン・チェコ（1992 - 1993・1995途 - 1996）☆
- 千葉剛（1970 - 1974）
- ヴィニー・チューク（2010途 - 終了）
- 銚子利夫（1992 - 1993）
- 長野久義（2019 - 2022）
- 千代丸亮彦（1989 - 1995途・1996 - 1997）

つ
- 塚田晃平（2012 - 2013）
- 塚本博睦（1952）
- 塚本善之（1988 - 1990）
- 辻空（2013 - 2018）
- 辻井弘（1950 - 1951）
- 津田恒実（1982 - 1991）
- 蔦行雄（1963）
- 土屋雅敬（1955 - 1957）
- 筒井正也（2002 - 2003）
- 津野浩（1992）
- 角本義昭（1950）
- 坪井猛（1962 - 1965）
- 鶴田泰（2001 - 2004）
- 弦本悠希（2011 - 2013）

て
- エディ・ディアス（1999 - 2002）
- DJ.ジョンソン（2020 - 2020途）
- トム・デイビー（2003途 - 2004・2005途 - 終了）
- リック・デハート（1999途 - 終了）
- マット・デビッドソン（2023）
- デヘスス（2015）☆
- マイク・デュプリー（1980）
- 寺岡孝（1965 - 1969）
- 寺口弘（1953）
- フランシスコ・デラクルーズ（1996）☆
- 寺田吉孝（1981 - 1982）
- スティーブ・デラバー（2016途 - 終了）
- 寺本勇（1964 - 1966）

と
- 土井文夫（1959 - 1964）
- 土居正史（1977 - 1981）
- 問矢福雄（1974）
- 堂園喜義（1975 - 1980）
- スコット・ドーマン（2009 - 2009途）
- 徳本政敬（1992 - 1997）
- 戸田隆矢（2012 - 2022）
- 戸根千明（2023 - 2024）
- 笘篠賢治（1998 - 1999）
- 苫米地鉄人（1999 - 2006）
- 富岡久貴（1998）
- 富永一（2012 - 2013）
- 豊田清（2011）
- 鳥谷元（1969 - 1972）
- チャド・トレーシー（2011）

### な行
な
- 内藤幸三（1950 - 1951）
- 永井敦士（2018 - 2021）
- 永射保（1972 - 1973）
- 永井康雄（1959）
- 長井良太（2017 - 2019）
- 中尾明生（1975 - 1983）
- 長尾辰雄（1963途 - 1964）
- 中神拓都（2019 - 2022）
- 永川勝浩（2003 - 2019）
- 中川惣一（1975 - 1982）
- 永川光浩（2010 - 2014）
- 長崎元（2000 - 2002）
- 長嶋清幸（1980 - 1990）
- 長島吉邦（1973 - 1974）
- 永田徹登（1954 - 1956）
- 永田利則（1980 - 1987途）
- 中田廉（2009 - 2022）
- 中谷翼（2006 - 2013）
- 長冨浩志（1986 - 1994）
- 中東直己（2007 - 2016）
- 中村恭平（2011 - 2021）
- 中村憲（2008 - 2015）
- 中村亘佑（2010 - 2017）
- 中村忠男（1960 - 1963）
- 中村真崇（2012 - 2013）
- 中村光良（1964 - 1973）
- 中村基昭（1985 - 1990）
- 中村祐太（2014 - 2023）
- 中村来生（2022 - 2023）
- 長持栄吉（1951 - 1957）
- 中本俊彦（1953）
- 永本裕章（1971 - 1976）
- 中本富士雄（1958 - 1962）
- 中山正嘉（1950 - 1951）
- 鍋屋道夫（1983 - 1988）
- 行木俊（2021 - 2023）

に
- 新美敏（1977 - 1987）
- 西清孝（1990途 - 1993）
- 西川克弘（1964 - 1972）
- 西川慎一（2003 - 2004）
- 西川龍馬（2016 - 2023）
- 西沢正次（1970 - 1974）
- 西田真二（1983 - 1995）
- 西原恭治（1959 - 1961）
- 西原圭大（2014 - 2016）
- 西村宏（1962 - 1965）
- 西本明和（1967 - 1973・1976途 - 終了）
- 西山弘二（1960 - 1963）
- 西山秀二（1987途 - 2004）
- 西山敏明（1968 - 1971）
- ニック（2012 - 2013途）
- 新田幸夫（1958）
- 仁部智（2003 - 2007）
- 仁平馨（1990 - 1997）
- アラン・ニューマン（2003）

ね
- 根建忍（1972 - 1977）
- ドビーダス・ネバラスカス（2021）

の
- 野上浩郷（1955 - 1958）
- 野崎泰一（1952 - 1953）
- 野田誠二（1952）
- 野々垣武志（1996 - 2000）
- 野林大樹（1991途 - 1993途）
- 宣山明（1961）
- 野村克彦（1980 - 1981）
- 野村謙二郎（1989 - 2005）
- 野村祐輔（2012 - 2024）
- 乗替寿好（1974 - 1975）

### は行
は
- ジミー・ハースト（2003）
- ブライアン・バーデン（2011途 - 2012）
- カイル・バード（2021）
- 拝藤宣雄（1958 - 1961）
- アンヘル・バウチスター（1992）☆
- 萩本保（1951 - 1952）
- 萩原康弘（1976 - 1982）
- 箱田義勝（1950 - 1951）
- 橋本啓（1998 - 1999）
- 橋本甚松（1950）
- 橋本敬包（1955 - 1959）
- 長谷川昌幸（1996 - 2010途）
- 長谷川良平（1950 - 1963）
- 長谷部稔（1950 - 1956）
- トーマス・ハッチ（2024）
- 服部武夫（1958）
- サビエル・バティスタ（2016途 - 2019）☆
- 土生翔平（2012 - 2018）
- 浜納一志（1972 - 1973）
- 林次郎（1950）
- 林昌樹（1998 - 2011）
- 林正毅（1978 - 1980）
- 早瀬方禧（1970 - 1972）
- 原伸次（1981 - 1994途）
- 原勇治（1963）
- 原田信吉（1953 - 1960）
- 原田高史（1954 - 1957）
- 原田喜臣（1962 - 1965）
- 羽里功（1963 - 1968）
- ブライアン・バリントン（2011 - 2014）
- バークレオ（1991）

ひ
- デュアンテ・ヒース（2014途 - 2015）
- 比嘉寿光（2004 - 2009）
- 桧垣忠（1954 - 1962）
- 樋笠一夫（1950）
- 東出輝裕（1999 - 2015）
- 東山親雄（1967 - 1974）
- 久本祐一（2013 - 2016）
- 備前喜夫（1952 - 1962）
- ジム・ヒックス（1973 - 1974）
- 緋本祥男（1956 - 1960）
- ジャスティン・ヒューバー（2010）
- 兵動秀治（1998 - 2003）
- 平岡一郎（1976 - 1977）
- 平岡敬人（2018 - 2020）
- 平川雅敏（1982 - 1983）
- 平田憲穏（1960 - 1963）
- 平田英之（1977 - 1978）
- 平山智（1955 - 1964）
- ホセ・ピレラ（2020）
- 広池浩司（1999 - 2010）
- 広岡富夫（1952 - 1959）
- 広島衛（1962）
- 廣瀬純（2001 - 2016）
- 弘瀬昌彦（1957 - 1964）

ふ
- フィオ（2010）
- アンディ・フィリップス（2009途 - 終了）
- ザック・フィリップス（2014）
- レスリー・フィルキンス（1983）
- フアン・フェリシアーノ（2004途 - 2006）☆
- ジャレッド・フェルナンデス（2007）
- 深沢修一（1968途 - 1981）
- 深堀十三昭（1957 - 1958）
- 福井敬治（2005 - 2006）
- 福井保夫（1984）
- 福井優也（2011 - 2018）
- 福士敬章（1977 - 1982）
- 福嶋久晃（1985）
- 福地寿樹（1994 - 2006途）
- 福本卓二（1956 - 1957）
- 福良徹（1997 - 2001）
- 藤井皓哉（2015 - 2020）
- 藤井弘（1955 - 1969）
- 藤井黎來（2018 - 2024）
- 藤村隆男（1957）
- 藤本和宏（1970 - 1974）
- 藤本勝利（1962）
- 藤本典征（1963 - 1964）
- 藤原克巳（1975）
- 藤原鉄之助（1952 - 1954）
- 淵上信彦（1963 - 1964）
- 船越涼太（2016 - 2019）
- ジェイソン・プライディ（2016）
- ジム・ブラウワー（2008途 - 終了）
- マーティ・ブラウン（1992 - 1994）
- エスターリン・フランコ（2005途 - 終了）☆
- ヘロニモ・フランスア（2018 - 2022）☆
- アンヘル・ブリトー（2000 - 2001）☆
- 古神利明（1950）
- 古河有一（1993 - 1995）
- 古沢憲司（1982途 - 1985）
- ライアン・ブレイシア（2017）
- クリス・ブロック（2003途 - 2004）

へ
- ジョン・ベイル（2004 - 2006・2010途 - 終了）
- ブレイディン・ヘーゲンズ（2016 - 2017）
- ラミロ・ペーニャ（2017）
- ジョニー・ヘルウェグ（2018途 - 2019）
- ソイロ・ベルサイエス（1972）
- フェリックス・ペルドモ（1992・1996 - 1999）☆
- リゴ・ベルトラン（2002）
- ティモ・ペレス（1996 - 1999）☆

ほ
- ジェフ・ボール（2000 - 2000途）
- 星原一彦（1981 - 1983）
- 保手浜清利（1954 - 1955）
- ゲイル・ホプキンス（1975 - 1976）
- 堀場英孝（1983 - 1986）

### ま行
ま
- 前田健太（2007 - 2015）
- 前田耕司（1993 - 1994）
- 前田三郎（1971 - 1974）
- 前田智徳（1990 - 2013）
- 前間卓（1990 - 1997）
- 牧野塁（2008途 - 2009）
- ミッキー・マクガイア（1973 - 1974）
- ライアン・マクブルーム（2022 - 2023）
- スコット・マクレーン（2009途 - 終了）
- 桝岡憲三（1961 - 1963）
- 益田尚哉（1989 - 1990）
- 町田公二郎（1992 - 2004）
- 松井隆昌（1990途 - 1992）
- 松浦耕大（2015 - 2017）
- 松川博爾（1950）
- 松下建夫（1976 - 1978）
- 松田和久（1988 - 1991）
- 松田翔太（2009 - 2011）
- 松田隆（1950）
- 松林和雄（1981 - 1989）
- 松林茂（1973 - 1974）
- 松野保（1950）
- 松本和弘（1989 - 1991）
- 松本隆（1991 - 1997）
- 松本高明（2003 - 2014）
- 松本奉文（2000 - 2005）
- 松山昇（1952 - 1958）
- ナタナエル・マテオ（2002途 - 終了）☆
- 丸佳浩（2008 - 2018）
- 丸岡栄（1950）
- 丸木唯（2005 - 2008）
- ホセ・マルチネス（1997）☆
- ビクトル・マルテ（2006途 - 2008）☆

み
- 三浦和美（1964 - 1966）
- 三家和真（2012 - 2013）
- キャム・ミコライオ（2012 - 2014）
- 三島正三（1950）
- 三島富久雄（1954）
- 水上善雄（1990）
- 水沢英樹（1988 - 1991）
- 水谷実雄（1966 - 1982）
- 水沼四郎（1969 - 1982）
- 水本勝己（1990 - 1991）
- 道原裕幸（1972 - 1984）
- 光吉勉（1953 - 1954）
- 皆川康夫（1977 - 1979）
- 三原卓三（1956 - 1959）
- 御船英之（1994 - 1996）
- 美間優槻（2013 - 2018途）
- 三村勲（1953 - 1955）
- 三村敏之（1967 - 1983）
- 宮川孝雄（1960 - 1974）
- 宮崎仁郎（1954）
- 宮﨑充登（2007 - 2011）
- 宮本幸信（1975 - 1976）
- 宮本洋二郎（1967 - 1973）
- 宮脇敏（1974 - 1978）
- 三好功一（1950）
- 三好匠（2019途 - 2023）
- 三好幸雄（1964 - 1972）
- 三輪悟（1975 - 1980）
- ネイサン・ミンチー（1998 - 2000）

む
- 迎祐一郎（2010途 - 2014）
- 棟居進（1958）
- 宗近守平（1955 - 1957）
- 村上毅（1958 - 1959）

め
- ルイス・メディーナ（1993 - 1995）
- アルフレッド・メナ（2019途 - 2020）☆
- アレハンドロ・メヒア（2016途 - 2021）☆

も
- 望月重勝（1954 - 1956）
- 望月卓也（1975 - 1978）
- 望月一（1987 - 1996）
- 本原正治（1994）
- 本村信吾（1989 - 1990途）
- 森圭二郎（1959 - 1963）
- 森厚三（1980 - 1986）
- 森跳二（2005 - 2010）
- 森井茂（1950）
- 森内勝巳（1954 - 1955）
- 守岡茂樹（1971 - 1979）
- 森笠繁（1999 - 2008）
- 森川卓郎（1964 - 1967）
- 森重泰浩（1989 - 1992）
- 森下宗（2013 - 2015）
- 森永勝也（1958 - 1966）
- 森脇浩司（1984 - 1987途）
- 門前眞佐人（1952 - 1956）
- エマイリン・モンティージャ（2019途 - 2020）☆

### や行
や
- 八木孝（1963 - 1969）
- 矢崎健治（1966）
- 矢崎拓也（2017 - 2024）
- 谷内聖樹（2000）
- 梁川郁雄（1967）
- 矢野修平（1999 - 2004）
- 薮田和樹（2015 - 2023）
- 山内一弘（1968 - 1970）
- 山内敬太（2008 - 2010）
- 山内泰幸（1995 - 2002）
- 山形和幸（1972 - 1973）
- 山川武範（1951 - 1954）
- 山口慶一（1959 - 1962）
- 山口翔（2018 - 2022）
- 山口晋（1990 - 1992）
- 山口政信（1950 - 1951）
- 山口喜司（1969 - 1971）
- 山崎明男（1950）
- 山﨑健（1991 - 2001）
- 山﨑浩司（2005 - 2008途）
- 山崎慎太郎（2000）
- 山崎隆造（1977 - 1993）
- 山田和利（1991 - 1995）
- 山田喜久夫（1999）
- 山田清志（1954 - 1958）
- 山田潤（1999 - 2000）
- 山田真介（2006途 - 2007途）
- 山田勉（外野手）（1989 - 1990）
- 山田勉（投手）（1998途 - 終了）
- 山田治之（1964 - 1966）
- 山中潔（1980 - 1988）
- 山中達也（2007 - 2010）
- 山根和夫（1977 - 1986）
- 山根雅仁（1994 - 1999）
- 山野恭介（2011 - 2013）
- 山本和男（1981 - 1988）
- 山本一義（1961 - 1975）
- 山本浩二（1969 - 1986）
- 山本翔（2002 - 2010）
- 山本穰（1977 - 1982）
- 山本真一（1966 - 1969）
- 山本兵吾（1961 - 1963）
- 山本文男（1955 - 1957）
- 山元二三男（1966）
- 山本通夫（1954 - 1956）
- 山本芳彦（2002 - 2012）
- ティム・ヤング（2001）
- マイク・ヤング（1990）

よ
- 横田斉夫（1965）
- 横松寿一（2001 - 2004）
- 横溝桂（1955 - 1969）
- 横山小次郎（1973途 - 1974）
- 横山弘樹（2016 - 2019）
- 横山竜士（1995 - 2014）
- 吉岡厚司（1976）
- 吉田勝彦（1968）
- 吉田圭（2003 - 2009）
- 吉田稔（1958）
- 吉年滝徳（1996 - 2000）
- 吉本亮（1993 - 1996途・1997）
- 吉若昌弘（1950 - 1951）
- 米山哲夫（1975 - 1977）
- 米山光男（1953 - 1962）

### ら行
ら
- ジム・ライトル（1977 - 1982）
- エリック・ラドウィック（2000途 - 2001）
- フェリックス・ラミーレス（1995 - 1996）☆
- ラモン・ラミーレス（2002途 - 終了）☆
- グレッグ・ラロッカ（2004 - 2005）
- ランス（1987 - 1988途）
- デビッド・ランドクィスト（2003）

り
- カルロス・リベラ（1994）☆
- 龍憲一（1962 - 1970）

る
- コルビー・ルイス（2008 - 2009）
- フレッド・ルイス（2013）
- エクトル・ルナ（2016）

れ
- エジソン・レイノソ（1999 - 2000）☆
- マット・レイノルズ（2024 - 2024途）
- ケニー・レイボーン（2005途 - 終了）
- デーブ・レーシッチ（1984）
- カイル・レグナルト（2019）

ろ
- ウェイド・ロードン（1989 - 1990）
- ケーシー・ローレンス（2019）
- ライネル・ロサリオ（2014 - 2015）☆
- ロナルド大森（1964）
- ルイス・ロペス（1996 - 1997・2000途 - 2002）
- マイク・ロマノ（2005 - 2006）

### わ
- 若林隆信（1996 - 2000）
- 若生智男（1975 - 1976）
- 渡辺伸治（1994）
- 渡辺澄雄（1965 - 1969）
- 渡辺俊治（1954 - 1956）
- 渡辺信義（1951 - 1955）
- 渡辺秀武（1979 - 1982）
- 渡辺弘基（1975 - 1979）
- マーク・ワトソン（2004途 - 終了）

## 歴代監督
- 石本秀一（1950 - 1953途）
- 白石勝巳（1953途 - 1960・1963 - 1965）
- 門前眞佐人（1961 - 1962）
- 長谷川良平（1966 - 1967）
- 根本陸夫（1968 - 1972）
- 別当薫（1973）
- 森永勝也（1974）
- ジョー・ルーツ（1975 - 1975途）
- 古葉竹識（1975途 - 1985）
- 阿南準郎（1986 - 1988）
- 山本浩二（1989 - 1993・2001 - 2005）
- 三村敏之（1994 - 1998）
- 達川晃豊（1999 - 2000）
- マーティ・ブラウン（2006 - 2009）
- 野村謙二郎（2010 - 2014）
- 緒方孝市（2015 - 2019）
- 佐々岡真司（2020 - 2022）
- 新井貴浩 （2023 - ）

監督代行
- 長谷川良平（1965）※白石の退任に伴う。
- 森永勝也（1972）※根本の退任に伴う。
- 野崎泰一（1975）※ルーツの退任に伴う。
- ジェフ・リブジー（2008）※ブラウンの一時帰国（病気の母親の見舞い）に伴う。
- 高信二（2011・2019）※2011年は野村の出場停止に、2019年は緒方のチーム離脱（親族の葬儀への参列）に伴う。
- 河田雄祐（2022）※佐々岡の病気療養（新型コロナ感染）に伴う。

## 永久欠番
- 3 - 衣笠祥雄（三塁手）
- 8 - 山本浩二（外野手）
- 15 - 黒田博樹（投手）